# Гніванська міська рада
Гні́ванська міська́ ра́да — адміністративно-територіальна одиниця та орган місцевого самоврядування в Тиврівському районі Вінницької області. Адміністративний центр — місто Гнівань.

## Загальні відомості
- Територія ради: 245,158 км²
- Населення ради: 18 834 особа (станом на  1 січня 2020 року)
- Територією ради протікають річки: Південний Буг, Рів

## Населені пункти
Гніванська міська територіальна громада складається з:
- м. Гнівань
- с. Грижинці
- с. Могилівка
- с. Демидівка
- с. Селище
- с. Урожайне
- с. Ворошилівка
- с. Маянів
- с. Борсків
- с. Потоки
- с. Рижавка

## Склад ради
Рада складається з 26 депутатів та голови.
- Голова ради: Кулешов Володимир Володимирович
- Секретар ради: Висідалко Андрій Тимофійович

### Керівний склад попередніх скликань
| Прізвище, ім'я, по батькові     | Основні відомості                                               | Дата обрання | Дата звільнення |
| ------------------------------- | --------------------------------------------------------------- | ------------ | --------------- |
| Шевчук Іван Іванович            | Міський голова, 1942 року народження, безпартійний              | 26.03.2006   | 31.10.2010      |
| Кулешов Володимир Володимирович | Міський голова, 1966 року народження, освіта вища, безпартійний | 31.10.2010   |                 |

Примітка: таблиця складена за даними сайту Верховної Ради України

### Депутати
За результатами місцевих виборів 2010 року депутатами ради стали:

#### За суб'єктами висування
| Суб'єкт висування                                                                    | Кількість обраних депутатів | %    |
| ------------------------------------------------------------------------------------ | --------------------------- | ---- |
| Політична партія Всеукраїнське об'єднання «Батьківщина»                              | 16                          | 50   |
| Політична партія Всеукраїнське об'єднання «Свобода»                                  | 5                           | 15,6 |
| Партія регіонів                                                                      | 3                           | 9,4  |
| Політична партія «Фронт Змін»                                                        | 3                           | 9,4  |
| Політична партія «УДАР (Український Демократичний Альянс за Реформи) Віталія Кличка» | 2                           | 6,3  |
| Українська Народна Партія                                                            | 2                           | 6,3  |
| Комуністична партія України                                                          | 1                           | 3,1  |

#### За округами
| № округу                                                                             | Прізвище, ім'я, по батькові       | Дата визнання обраним | Освіта           | Партійна приналежність                                                                     | Відомості про обраного депутата                                                       |
| ------------------------------------------------------------------------------------ | --------------------------------- | --------------------- | ---------------- | ------------------------------------------------------------------------------------------ | ------------------------------------------------------------------------------------- |
| Комуністична партія України                                                          |                                   |                       |                  |                                                                                            |                                                                                       |
| 14                                                                                   | Гур'янов Василь Володимирович     | 05.11.2010            | вища             | позапартійний                                                                              | ВАТ «Гнівансь-кий завод спецзалізобетону», головний енергетик                         |
| Партія регіонів                                                                      |                                   |                       |                  |                                                                                            |                                                                                       |
| б/м                                                                                  | Шевчук Іван Іванович              | 05.11.2010            | вища             | член Партії регіонів                                                                       | Гніванська міська рада, голова                                                        |
| б/м                                                                                  | Шибалова Олена Василівна          | 05.11.2010            | вища             | член Партії регіонів                                                                       | Гніванський дошкільний навчальний заклад № 1, вихователь-методист                     |
| 7                                                                                    | Яковець Віра Андріївна            | 05.11.2010            | середня          | член Партії регіонів                                                                       | Гніванськаміська рада, спеціаліст виконавчо-го апарату                                |
| Політична партія Всеукраїнське об'єднання «Батьківщина»                              |                                   |                       |                  |                                                                                            |                                                                                       |
| б/м                                                                                  | Гарматовський Ярослав Пилипович   | 05.11.2010            | вища             | член Всеукраїнського об'єднання «Батьківщина»                                              | ТОВ "Авіакомпанія «ВінАвіа», генеральний директор                                     |
| б/м                                                                                  | Томчук Фелікс Іванович            | 05.11.2010            | вища             | член Всеукраїнського об'єднання «Батьківщина»                                              | комунальне підприємство «Славутич-Сервіс», майстер з ремонту телерадіоапаратури       |
| б/м                                                                                  | Гарматовська Вікторія Ярославівна | 05.11.2010            | незакінчена вища | член Всеукраїнського об'єднання «Батьківщина»                                              | Київський національний авіаційний університет, студент                                |
| б/м                                                                                  | Янчук Віктор Володимирович        | 05.11.2010            | вища             | член Всеукраїнського об'єднання «Батьківщина»                                              | ТОВ "Авіакомпанія «ВінАвіа», директор                                                 |
| б/м                                                                                  | Костюк Сергій Степанович          | 05.11.2010            | середня          | член Всеукраїнського об'єднання «Батьківщина»                                              | комунальне підприємство «Гніваньводопостач», санітарний інспектор                     |
| б/м                                                                                  | Чорний Валерій Михайлович         | 18.03.2011            | вища             | член Всеукраїнського об'єднання «Батьківщина»                                              | приватний підприємець                                                                 |
| 2                                                                                    | Стасюк Ірина Олександрівна        | 05.11.2010            | вища             | член Всеукраїнського об'єднання «Батьківщина»                                              | Гніванськаміська рада, спеціаліст виконавчо-го апарату                                |
| 3                                                                                    | Салямон Віталій Степанович        | 05.11.2010            | вища             | член Всеукраїнського об'єднання «Батьківщина»                                              | загальноосвітня школа № 1, вчитель                                                    |
| 6                                                                                    | Атаманенко Людмила Іванівна       | 05.11.2010            | вища             | член Всеукраїнського об'єднання «Батьківщина»                                              | тимчасово не працює                                                                   |
| 8                                                                                    | Касьян Ніна Францівна             | 05.11.2010            | середня          | член Всеукраїнського об'єднання «Батьківщина»                                              | Гніванський міський будинок культури, касир                                           |
| 9                                                                                    | Шестаков Олександр Володимирович  | 05.11.2010            | вища             | член Всеукраїнського об'єднання «Батьківщина»                                              | ТОВ "Гніванський гранітний кар"єр", енергетик гірничого цеху                          |
| 10                                                                                   | Молчанова Наталія Володимирівна   | 05.11.2010            | вища             | член Всеукраїнського об'єднання «Батьківщина»                                              | Гніванськаміська рада, начальник будівель-ного відділу                                |
| 11                                                                                   | Розгонюк Сергій Олександрович     | 05.11.2010            | вища             | член Всеукраїнського об'єднання «Батьківщина»                                              | Гніванський професійний ліцей ім. Малі-новського, викладач спецдисци-плін             |
| 12                                                                                   | Чернова Світлана Іванівна         | 05.11.2010            | вища             | член Всеукраїнського об'єднання «Батьківщина»                                              | Гнівансь-кий міський будинок культури, директор                                       |
| 13                                                                                   | Татарчук Наталія Миколаївна       | 05.11.2010            | вища             | член Всеукраїнського об'єднання «Батьківщина»                                              | Гніванський дощкільний навчальний заклад № 4, завідувачка                             |
| 16                                                                                   | Мельник Світлана Петрівна         | 05.11.2010            | вища             | член Всеукраїнського об'єднання «Батьківщина»                                              | Грижинецька сільська бібліотека, завідувачка                                          |
| Політична партія Всеукраїнське об'єднання «Свобода»                                  |                                   |                       |                  |                                                                                            |                                                                                       |
| б/м                                                                                  | Романенко Станіслав Михайлович    | 05.11.2010            | середня          | член Всеукраїнського об'єднання «Свобода»                                                  | приватний підприємець                                                                 |
| б/м                                                                                  | Козаченко Ірина Цезарівна         | 05.11.2010            | вища             | член Всеукраїнського об'єднання «Свобода»                                                  | приватний підприємець                                                                 |
| б/м                                                                                  | Кравчук Олександр Анатолійович    | 05.11.2010            | вища             | член Всеукраїнського об'єднання «Свобода»                                                  | приватний підприємець                                                                 |
| 4                                                                                    | Москалюк Володимир Олександрович  | 05.11.2010            | вища             | член Всеукраїнського об'єднання «Свобода»                                                  | тимчасово не працює                                                                   |
| 5                                                                                    | Висідалко Андрій Тимофійович      | 05.11.2010            | вища             | член Всеукраїнського об'єднання «Свобода»                                                  | тимчасово не працює                                                                   |
| Політична партія «УДАР (Український Демократичний Альянс за Реформи) Віталія Кличка» |                                   |                       |                  |                                                                                            |                                                                                       |
| б/м                                                                                  | Блонський Андрій Валентинович     | 05.11.2010            | вища             | член Політичної партії «УДАР (Український Демократичний Альянс за Реформи) Віталія Кличка» | ТОВ «АТП 10565», директор                                                             |
| б/м                                                                                  | Фотуйма Роман Васильович          | 05.11.2010            | вища             | член Політичної партії «УДАР (Український Демократичний Альянс за Реформи) Віталія Кличка» | тимчасово не працює                                                                   |
| Політична партія «Фронт Змін»                                                        |                                   |                       |                  |                                                                                            |                                                                                       |
| б/м                                                                                  | Філіпенко Віталій Григорович      | 05.11.2010            | вища             | член Політичної партії «Фронт Змін»                                                        | ВАТ «Гніванський завод спецзалізобетону», майстер                                     |
| б/м                                                                                  | Танасієнко Сергій Вікторович      | 05.11.2010            | вища             | член Політичної партії «Фронт Змін»                                                        | ВАТ «Гніванський завод спецзалізобетону», начальник зміни                             |
| 15                                                                                   | Гвоздецький Сергій Васильович     | 05.11.2010            | вища             | член Політичної партії «Фронт Змін»                                                        | ВАТ "Гнівансь-кий завод спецзалі-зобетону ", начальник ремонтно-будівельно-го відділу |
| Українська Народна Партія                                                            |                                   |                       |                  |                                                                                            |                                                                                       |
| б/м                                                                                  | Фурман Василь Миколайович         | 05.11.2010            | вища             | член Української Народної Партії                                                           | ТОВ «Гніванський гранітний кар'єр», заступник директора                               |
| 1                                                                                    | Сивак Анатолій Олексійович        | 16.05.2011            | вища             | член Української Народної Партії                                                           | ВАТ "Гніванський кар"єр", головний інженер                                            |